# Пьянтанида, Гаэтано
Гаэтано Пьянтанида (итал. Gaetano Piantanida; 1768, Болонья — 1836, Милан) — итальянский пианист, композитор и музыкальный педагог. Сын скрипача Джованни Пьянтаниды.
Учился у своего отца и у Станислао Маттеи. Около 30 лет работал в Германии и в Дании как придворный музыкант, композитор и пианист. Вернувшись в Италию, в 1810 году занял должность профессора гармонии (позднее также аккомпанемента, контрапункта и композиции) в Миланской консерватории, в 1826 году недолгое время возглавлял её, затем до конца жизни занимал должность вице-цензора (заместителя директора). В 1832 году входил в состав приёмной комиссии, отказавшейся зачислить в консерваторию Джузеппе Верди, однако отметил в своём заключении, что, направив своё внимание и терпение на изучение правил контрапункта, молодой музыкант сможет управлять имеющимся у него воображением и преуспеть в области композиции. Среди учеников Пьянтаниды был Франческо Скира.
Автор инструментальной, вокальной и религиозной музыки. Опубликовал также ряд клавирных редукций оперного репертуара (например, оперы Фердинандо Паэра «Героизм в любви»). Известностью пользовалась ариетта Пьянтаниды Son gelsomino, son piccol fiore… (с итал. — «Я жасмин, я маленький цветочек...», на стихи Паоло Ролли) из цикла «Шесть итальянских арий», опубликованного в 1815 году в Копенгагене с посвящением принцессе Каролине Датской; в частности, вариации на тему этой ариетты представляет собой Рондо Op. 2 Яна Вацлава Воржишека (1819).